# Перегородчатая эмаль

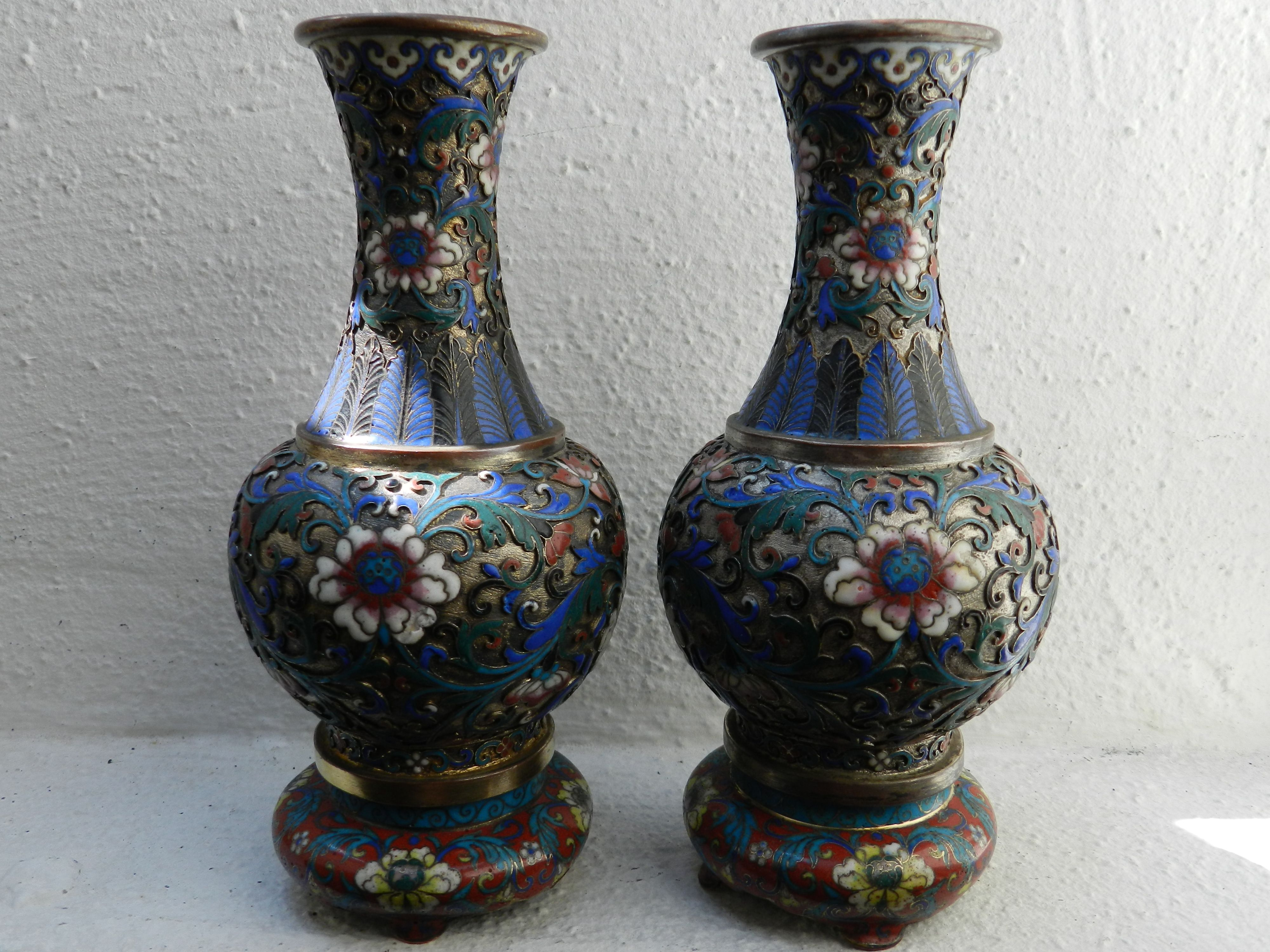
Пара ваз в технике «открытого клуазонне». Китай. Ок. 1770—1820

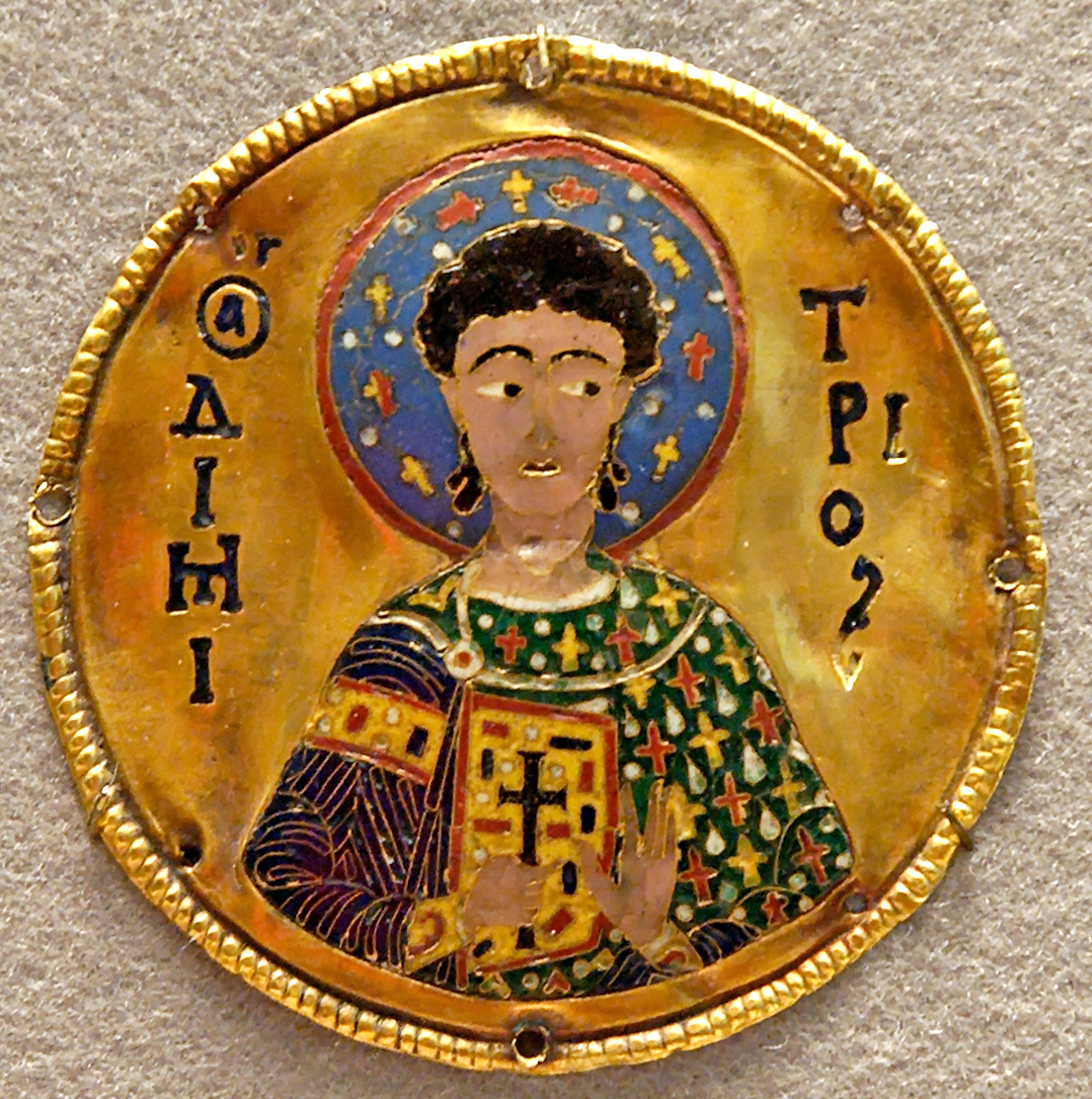
Св. Димитрий Солунский. Медальон из оклада иконы со святым Гавриилом, хранящейся в Джуматском монастыре, Грузия. Ок. 1100. Византия. Золото, перегородчатая эмаль. Лувр, Париж

Перегородчатая эмаль, или Клуазонне́ (фр. cloisonné — разделённый перегородками, от cloison — перегородка, перемычка) — общее название различных технических приёмов в разных видах искусства. В частности, это позднейшее французское название применяли к «полихромному стилю» характерной кладки византийской архитектуры, в которой красные кирпичи обрамляли блоки светлого камня, что создавало на поверхности стены эффект «перегородчатого» узора. В отдельных случаях, например в греческих храмах XII—XIV веков на территории Италии и по берегам Адриатики применяли сочетания кирпича и глазурованных керамических плиток и даже круглых, блестящих на солнце тарелок («полихромный стиль»).
В искусстве цветной эмали по металлу термином «клуазонне» называют перегородчатую технику, сменившую более трудоёмкую выемчатую эмаль, которую практиковали средневековые мастера, в частности французского города Лиможа в XII—XIII веках. По одной из версий, такой переход произошёл под влиянием искусства резцовой гравюры и техники паечных перегородчатых витражей, которые также одно время называли «клуазонне». Лиможские мастера стали напаивать на металлические изделия — сосуды, церковные реликварии, плакетки, украшения — металлические перегородки «на торец» по контуру будущего рисунка, а промежутки заполняли порошком из окислов металлов и плави (стеклообразующей массы). После обжига расплавленная эмаль заполняла промежутки. Похожую технику в ювелирном искусстве именуют сканью.
Таким же термином во Франции стали обозначать изделия Китая с перегородчатой эмалью по фарфору, меди или латуни (китайское название хуафалань — цветная, красочная эмаль). Однако китайские мастера в средневековье практиковали, как и европейские, в основном выемчатую эмаль, поэтому китайские перегородчатые эмали, привозимые в Европу торговцами голландской и английской Ост-Индской компаний, сами возникли под влиянием французских изделий (как и краски для росписи фарфора), которые привозили в страны Востока те же торговцы. Отсюда закономерность французского названия техники. Но именно китайские, а затем японские и корейские мастера, достигли в этом искусстве высочайшего уровня благодаря тонкости цветовых сочетаний и изысканности рисунка. Самые изящные образцы относятся ко времени правления династии Мин (1368—1644).
В конце XIX века французские живописцы Понт-Авенской школы, последователи Поля Гогена — Луи Анкетен, Эмиль Бернар, Поль Серюзье, Ян Веркаде и другие — разработали живописный метод, названный впоследствии самим Гогеном синтетическим, а также, по причине внешнего сходства с искусством средневековых перегородчатых витражей, клуазоннистским. Картины понт-авенцев отличаются локальными пятнами ярких цветов, упрощённым рисунком и чёткими контурами.